# جزيرة ميط
جزيرة ميط، وتُعرف كذلك باسم جزيرة ربشي (بالصومالية: Jasiirada Rabshi)، جزيرة تقع في خليج عدن قبالة سواحل ميط في صوماليلاند.
تبعد الجزيرة مسافة 13 كيلومترًا عن شاطئ مدينة ميط التي تحمل اسمها. لا يتجاوز طولها الكيلومترين، ويبلغ عرضها نحو 300 متر، وهي من مواقع التكاثر الموسمي المهمة بالنسبة إلى عدد من أنواع الطيور البحريَّة. يمكن بلوغ الجزيرة عن طريق القارب.

## الوصف
يمتد المحور الطولي للجزيرة من الشرق-الشمال الشرقي إلى الغرب-الجنوب الغربي. ويتميَّز الجانب الجنوبي للجزيرة بجروف صخرية تتناوب مع أخاديد مملوءة بالحصى، بينما يتألف جانبها الشمالي من جرف متصل.
جوانبها شديدة الانحدار، وترتفع فجأة عن سطح الماء. يتكون سطحها من صخر النايس الغرانيتي الذي تغطيه طبقات من ذرق الطيور، يتخللها شقوق واسعة في مواضع عدّة.
تخلو الجزيرة من الغطاء النباتي، ولا يتعدَّى معدل الأمطار السنوي فيها 50 ملم، وهو المصدر الوحيد للمياه العذبة.
يعيش على الجزيرة أنواع من الطيور البحرية، مثل الخرشنة الغبساء الصومالية.